# Bonnet Bay, New South Wales

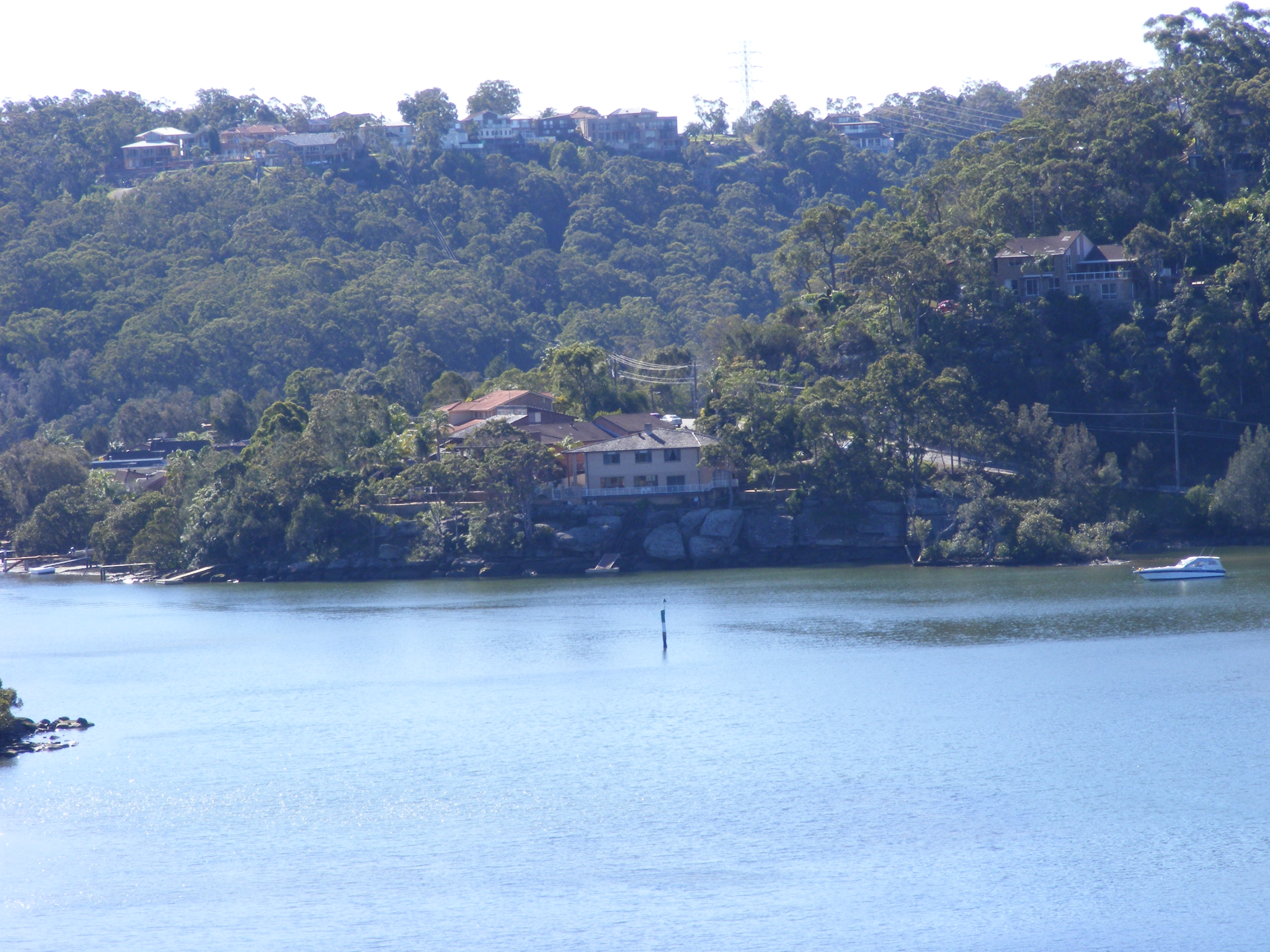
Bonnet Bay

Bonnet Bay este o suburbie în Sydney, Australia.